# Worth (Kent)
Worth – wieś w Anglii, w hrabstwie Kent, w dystrykcie Dover. Leży 19 km na wschód od miasta Canterbury i 107 km na wschód od centrum Londynu.